# Тингамарра
Тингамарра — вымерший род млекопитающих, известный только по одному виду, T. porterorum. Предположительно данный род относился к отряду кондилартров.

Тингамарра обитала 55 млн лет назад в Австралии в эпоху раннего эоцена. Ископаемые остатки животного обнаружены в Мургоне в 1987 году на юго-востоке штата Квинсленд. Так же найдены кость лодыжки и ушная кость предположительно принадлежат этому животному. Это единственные известные плацентарные млекопитающие, обитавшие в Австралии до проникновения туда мигрантов из Евразии в историческую эпоху (наряду с летучими мышами той же эпохи, чьи ископаемые остатки также обнаружены в Мургоне).
Длина тела тингамарры Tingamarra составляла около 20 см. Животное питалось насекомыми, листьями и плодами.
Открытие Тингамарры удивило ученых, поскольку это означало, что плацентарные млекопитающие действительно существовали в Австралии много миллионов лет назад, а сумчатые в это же время всё равно доминировали.